# Sadri Usuoğlu
Sadri Usuoğlu (Bassora, 23 gennaio 1908 – Istanbul, 15 marzo 1987) è stato un cestista, allenatore di calcio e calciatore turco, di ruolo portiere nel calcio e centro nel basket.

## Carriera

### Pallacanestro
Di ruolo centro, in carriera ha giocato nel Robert Koleji dal 1930 al 1932; successivamente ha militato nel Beşiktaş dal 1933 al 1936. Con la Turchia ha disputato 2 partite alle Olimpiadi del 1936.

### Calcio
Nel ruolo di portiere, dal 1923 al 1936 ha difeso i pali del Beşiktaş, squadra che ha allenato dal settembre al dicembre 1952. Nel giugno 1952 ha allenato la Turchia in due occasioni: due amichevoli contro la Svizzera e la Spagna, terminate per i turchi rispettivamente con una sconfitta (1-5) e un pareggio (0-0).